# モンキー・マジック 孫悟空誕生
『モンキー・マジック 孫悟空誕生』（原題：西遊記之大鬧天宮（香港台湾タイトル）、西游记之大闹天宫（中国タイトル）、英題：The Monkey King）は2014年に公開された香港、中国合作のファンタジーアクション映画。出演はドニー・イェン、チョウ・ユンファ、アーロン・クォックほか。16世紀に中国で書かれたとされる白話小説『西遊記』から孫悟空が三蔵法師と出会う前の物語『大鬧天宮（だいどうてんぐう）』をもとにしている。
本国では2D、3D、IMAX-3Dとして公開された。

## ストーリー
天界、魔界、人間界の三界に分れた世界では天界の神々が世を治めていた。天界の支配に反旗を翻した魔界の牛魔王（アーロン・クォック）は戦いを挑んだが、玉帝（チョウ・ユンファ）に敗れる。玉帝の妹で牛魔王を愛する鉄扇公主（ジョー・チェン）の嘆願により命は助けられたが、2人は火焔山に追放されてしまう。
破壊を受けた天界は創造の女神女媧（じょか）の放つ五色の石によって修復されることとなった。その途中神聖な石の欠片が下界の花果山（かかざん）に落ちて命を宿し、やがてそこから生まれた一匹の猿（ドニー・イェン）がその地で猿の王となった。それを知った観音菩薩は仙人である須菩提祖師（すぼだいそし）にこの猿を正しく導くよう託す。須菩提祖師が猿の王を訪れた際見せた死んだ蝶を蘇らせる「起死回生」の術に興味を抱いた彼は、弟子として修行することを決意。そこで孫悟空と名づけられ72般の変化（へんげ）をはじめとする術や武術を習得する。しかし他の弟子たちといざこざが絶えず、その未来を案じた師匠は孫悟空を花果山に戻すのだった。
故郷に戻った孫悟空は猿たちから美猴王（びこうおう）と呼ばれ崇められる立場であった。留守中妖怪から襲われたことを知ると猿たちの武器を借りるために、東海竜宮の竜王に海中深く会いに出かける。そこで海底に埋め込まれた如意棒を軽々引き抜き手に入れるとたちまち海は荒れ津波が起こってしまった。多くの武器を花果山に持ちかえった孫悟空は津波によってこの地に逃れて来た狐の妖精ユーシュ（シア・ジートン）と再会する。彼女は孫悟空がまだ仙石の中にいて生まれる前に出会っていて、それをお互い覚えていたのだ。
同じ時、竜宮城を破壊された竜王による天界への陳情を聞いたのは玉帝の配下である二郎神（ピーター・ホー）。天界の転覆を諦めない牛魔王は天帝への不満や功名心を逆手に取り秘かに二郎神を味方に引き入れていたのだ。その二郎神の命令によって猿退治に向かった哪吒（なた）の攻撃に苦戦する孫悟空を助けたのは牛魔王であった。天界への攻撃に孫悟空を利用しようと考えていた牛魔王はこれを機に信頼を得て、孫悟空に斉天大聖（せいてんたいせい）と名乗ることを提案。天界に行き不老不死の術を学ぶように耳打ちする。
その気になった孫悟空は天界にむかい、そこでまみえた玉帝から弼馬温（ひつばおん、馬飼いの役）に任命されるが自由気ままに行動しては天界の秩序を乱すこととなってしまう。その行動を諌めようとする須菩提祖師と、それを悪用しようとする二郎神と牛魔王。やがて牛魔王の計略は故郷花果山の猿たちにもおよぶことになる。

## エピソード
- 本作は2014年度の春節（旧正月）ファミリー映画として1月31日に中国大陸で上映されるや、初日だけで1億2300億元（約20億5000万円）を記録し、当時の大陸での初日興行記録を大きく上回った[2]。それ以外にも初日だけで、「1日あたりの興業収入」「元旦に最も稼いだ映画」で過去最高を更新している。[3]。

- 2014年の中国年間ボックスオフィスでは、『インターステラー』『キャプテン・アメリカ/ウィンター・ソルジャー』を抜く成績をおさめ、『トランスフォーマー/ロストエイジ』と中国国産コメディ映画『心花路放（原題）』に次ぐ第3位となった[4]。

- クランクインは2010年10月で[5]翌年3月にはクランクアップしたが、ポストプロダクションに長時間を費やし公開は2014年1月。実に3年以上の年月をかけたことになる。

- 孫悟空役のドニー・イェンは撮影の1年前から動物園に通い猿を観察。花果山の孫悟空は単純で無邪気な子供のような天性を持っていると最終的なインスピレーションは、当時3歳だった自分の息子から得たという。「僕のバージョンはただアクションがよければいいというものではなく、一挙一動が本当の猿に見えたうえで美猴王のヒロイズムをアクションで表現したかった。僕の孫悟空はひとつの東洋のスーパーヒーローだよ」[6]。また、レイティングを考え自分のアクションを子供たちに見せなかったという彼にとって、初めて我が子に見せることのできる映画となった[7]。

- 孫悟空の特殊メイクには毎回6時間を要しメイク落としには4時間。撮影が行われた約160日間のうち、ドニー・イェンがメークに費やしたのは1000時間あまりにものぼる。また衣装がぴったり密着するボディスーツだったために体に満遍なくオイルを塗った上で5人がかりでやっと着せるという準備が必要で[8]、一旦メイクをすると飲食禁止トイレも禁止という非常に体にこたえる撮影に[9]「もし大ヒットしても続編には出たくない」と公開前から宣言している[10]。

- 玉帝を演じたチョウ・ユンファは、3D映画に出演するのは今回が初めてであった。スタジオにセットがなく、撮影現場の背景がフルCGのブルーバックだったことは非常に苦しい経験だったという。3D撮影機はカメラのレンズが幾層にも分かれ、「どのレンズを意識したらいいのかも分からなかった」ととまどいを覚えたことを告白した[9]。

- またチョウ・ユンファは撮影中にドニー・イェンが現場でキレているのを見たと話し[9]、その後ネットで「ドニー・イェンは性格が悪いらしい」と話題になった。牛魔王として共演したアーロン・クォックも彼が爆発しているところを見たと証言。しかし「彼は主演とアクション監督を兼ねており誰より大変な役割を担っていたため。自分のスタッフには怒っても俳優にキレることはなかったし、それを見ても俳優として影響されるわけにいかない」と述べた。そして「史上最もかっこいい牛魔王」に扮するため撮影のたびにメイクに3時間を費やしたが「苦しいとは思わなかった。自分の好奇心を満足させてくれた」と語っている[11]。

- 観音菩薩役のケリー・チャンはクランクイン前に身を清めるため肉食をやめてベジタリアンさながらの食生活を送り、また、神様を演じたことで得たお金は私有しないと本作の出演ギャラは全て子ども向けのチャリティー団体に寄付すると発表した[12]。

- 二郎神として出演したピーター・ホーは子供の時からのチョウ・ユンファのファンで共演できて夢が叶ったと喜んだ。玉帝から頭を小突かれるシーンにも「憧れの人が僕の頭を叩いた！」と感激し、連絡のなかった古い友人たちからもユンファを見たいという現場見舞い希望の電話をたくさん受け取ったという[13]。

## 出演
| 役名         | 俳優                         | 日本語吹替 |
| ------------ | ---------------------------- | ---------- |
| 孫悟空       | ドニー・イェン（甄子丹）     | 大塚芳忠   |
| 玉帝         | チョウ・ユンファ（周潤發）   | 磯部勉     |
| 牛魔王       | アーロン・クオック（郭富城） | 小山力也   |
| 鉄扇公主     | ジョー・チェン（陳喬恩）     | 水樹奈々   |
| 二郎神楊戩   | ピーター・ホー（何潤東）     | 内田夕夜   |
| 観音菩薩     | ケリー・チャン（陳慧琳）     | 本田貴子   |
| 嫦娥         | ジジ・リョン（梁詠琪）       | 櫻井智     |
| 東海竜王     | リウ・ホア（劉樺）           | 樋浦勉     |
| 須菩提祖師   | ハイ・イーティエン（海一天） | 影平隆一   |
| 狐精ユーシュ | シア・ジートン（夏梓桐）     | 大津愛理   |
| 哪吒         | カールソン・チェン（鄭家星） | 後藤ヒロキ |
| ナレーション | ルイス・クー（古天樂）       | 水樹奈々   |

## スタッフ
- 監督 ：ソイ・チェン（鄭保瑞）
- アクション監督　：ドニー・イェン（甄子丹）
- スタント・コーディネーター ：谷垣健治、イム・ワー/ヤン・ホア（嚴華）、トニー・タン（譚鎮渡）
- アシスタント・スタント・コーディネーター ：下村勇二、ユー・カン（喩亢）
- スタント ：園村健介、吉田浩之、佐藤健司、鈴村正樹、大西雅樹、カラサワイサオ、他
- 脚本 ：エドモンド・ウォン（黄子桓）、ローラ・フォ（霍昕）、シトー・カムイェン/セット・カムイェン（司徒錦源）
- 3Dデザイン&撮影総監督 ：ダニエル・エル・シムズ（Daniel L. Symmes）
- 3Dデザイン&撮影監督 ：キース・コリア（Keith Collea）
- 撮影 ：チェン・マンポー（張文寶）、ヤン・タオ（楊濤）
- 編集 ：チョン・ガーファイ（張嘉輝）
- 音楽 ：クリストファー・ヤング（Christopher Young）
- 美術 ：ダニエル・フー（傅鶇）
- 衣装デザイン ：グォ・ペイ（郭培）、ウィリアム・チャン（張叔平）、イー・チュンマン（奚仲文）、リー・ピククワン（利碧君）
- VFXコンサルタント ：デヴィッド・エブナー（David Ebner）
- VFXスーパーバイザー ：ケヴィン・ラファティ（Kevin Rafferty）
- 特殊メイクアップ ：ショーン・スミス（Shaun Smith）、マーク・フィリップ・ガルバリーノ（Mark Phillip Garbarino）
- 主題歌 ：
『愛在天地動搖時』
詞：鄧一元
曲：J.Y. Choi
歌：鄭家星
『更大的天空』
詞：劉陸偉、李博
曲：劉陸偉、李博
歌：畢夏、張恒遠
- 日本語版翻訳： 高橋結花
- 日本語版演出： 市来満

## シリーズ
- 『西遊記 孫悟空vs白骨夫人』（原題：西遊記之孫悟空三打白骨精、2016年）……孫悟空の役は、本作では牛魔王を演じたアーロン・クォックが演じている[14]。
- 『西遊記 女人国の戦い』（原題：西遊記女兒国、2018年）前作に引き続きアーロン・クォックが孫悟空を演じている。

## 注・出典
1. ↑  
“「キュート過ぎ」孫悟空のドニー・イェン、3D映画「大鬧天宮」で大暴れ―中国”.   レコードチャイナ. 2015年3月10日時点のオリジナルよりアーカイブ。2013年12月14日閲覧。
2. ↑  
“旧正月の映画興行収入が新記録、3日で100億円突破―中国”.   レコードチャイナ. 2015年3月9日時点のオリジナルよりアーカイブ。2013年2月6日閲覧。
3. ↑  
“中国映画史に5つの「新記録」達成！3D映画「西遊記之大鬧天宮」が大ヒット―中国”.   レコードチャイナ. 2015年3月9日時点のオリジナルよりアーカイブ。2013年2月2日閲覧。
4. ↑  
“China Yearly Box Office,2014”.   boxofficemojo.com. 2015年3月9日閲覧。
5. ↑  
“《大鬧天宮》標榜巨星陣容3D特效”.   hkfilmart.com. 2015年3月9日時点のオリジナルよりアーカイブ。2015年3月9日閲覧。
6. ↑  
“回望甄子丹《西游记之大闹天宫》取经登顶之路”.   電影新聞騰訊娯楽. 2015年3月9日時点のオリジナルよりアーカイブ。2015年1月28日閲覧。
7. ↑  
“美猴王受歡迎 甄子丹被小粉絲圍堵”.   Yahoo奇摩. 2015年4月7日時点のオリジナルよりアーカイブ。2014年1月28日閲覧。
8. ↑  
“本物のサルの毛を200キロ使用！孫悟空のドニー・イェン、特殊メイク公開―中国”.   レコードチャイナ. 2015年3月9日時点のオリジナルよりアーカイブ。2013年12月18日閲覧。
9. 1 2 3  
“「ドニー・イェンがキレた」チョウ・ユンファが暴露、3D映画「西遊記」公開へ―中国”.   レコードチャイナ. 2015年3月9日時点のオリジナルよりアーカイブ。2014年1月20日閲覧。
10. ↑  
“ドニー・イェン、7歳息子を後継者として英才教育？「孫悟空」役もうこりごり―香港”.   レコードチャイナ. 2015年3月9日時点のオリジナルよりアーカイブ。2013年1月5日閲覧。
11. ↑  
“ドニー・イェンは「性格悪い」？西遊記映画「大鬧天宮」のアーロン・クォックも暴露―香港”.   レコードチャイナ. 2015年3月9日時点のオリジナルよりアーカイブ。2013年1月23日閲覧。
12. ↑  
“美しい観音役のケリー・チャン「肉食禁止」＝3D西遊記映画「大鬧天宮」が公開へ―中国”.   レコードチャイナ. 2015年3月9日時点のオリジナルよりアーカイブ。2013年1月14日閲覧。
13. ↑  
“ピーター・ホーが憧れチョウ・ユンファに大興奮、西遊記映画で夢の初共演―台湾”.   レコードチャイナ. 2015年3月9日時点のオリジナルよりアーカイブ。2013年1月16日閲覧。
14. ↑  
“今年の大ヒット作「3D西遊記」で続編製作、コン・リーとウィリアム・フォンが出演―中国”.   レコードチャイナ. 2015年3月9日時点のオリジナルよりアーカイブ。2014年11月28日閲覧。